# کورنوو
کورنوو (به چکی: Kořenov) یک منطقهٔ مسکونی در جمهوری چک است که در ناحیه یابلونتس ناد نیسوو واقع شده‌است.